# هارولد کیتسون
 هارولد کیتسون (انگلیسی: Harold Kitson؛ زاده ۱۷ ژوئن ۱۸۷۴ درگذشته ۳۰ نوامبر ۱۹۵۱) یک تنیس‌باز اهل آفریقای جنوبی بود.